# Acroclisoides maculatus
Acroclisoides maculatus is een vliesvleugelig insect uit de familie Pteromalidae. De wetenschappelijke naam is voor het eerst geldig gepubliceerd in 2002 door Sureshan & Narendran.